# Удыхын
Удыхын — река в Тугуро-Чумиканском районе Хабаровского края, левый приток Уды. Исток — на стыке Джугдырского и Майского хребтов. Длина — 148 км, площадь водосборного бассейна — 3710 км². Наиболее крупные притоки: Удикан, Эльга, Кукур — все справа.

## Данные водного реестра
По данным государственного водного реестра России относится к Амурскому бассейновому округу, речной бассейн реки Уда, водохозяйственный участок реки — Уда.
Код объекта в государственном водном реестре — 20020000112119000159697.